# Wolfgang Hannibal ze Schrattenbachu
Wolfgang Hannibal hrabě ze Schrattenbachu (12. září 1660 zámek Lemberg u Celje, Štýrsko (Slovinsko) – 22. července 1738 Brno) byl rakouský a moravský šlechtic ze štýrského rodu Schrattenbachů. Byl vysokým církevním hodnostářem, kardinálem a vykonával úřad olomouckého biskupa. Působil také jako komorník císaře Karla VI., diplomat a politik, v letech 1719–1721 působil jako místokrál neapolský.

## Život

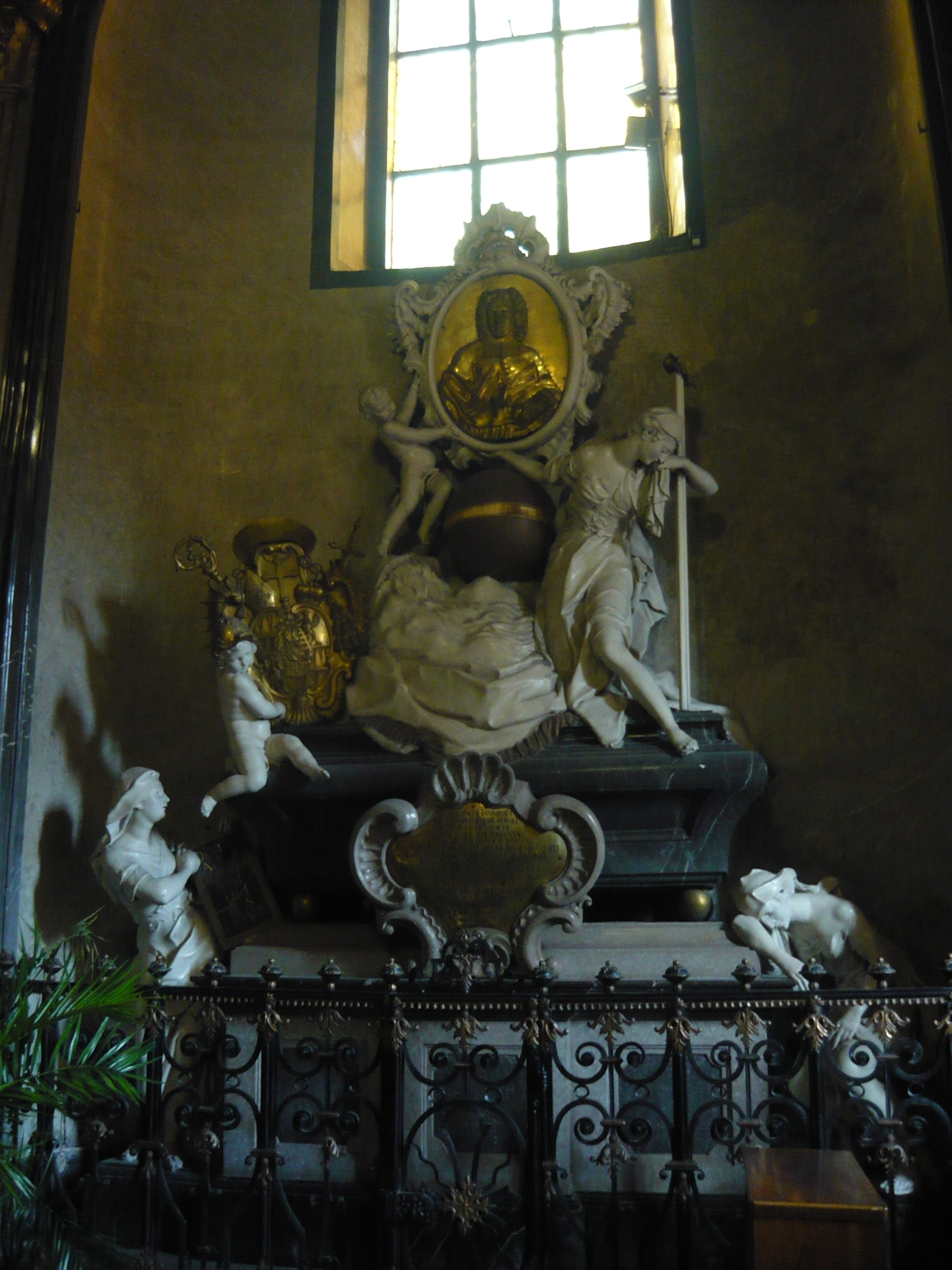
Náhrobek kardinála Schrattenbacha v kapli Bolestné Panny Marie v kostele sv. Mořice v Kroměříži (sochař Ondřej Zahner, 1750-1755).

Byl prvorozeným synem z 22 dětí císařského komoří Jana Baltazara ze Schrattenbachu a Anny Alžběty z Wagensbergu. Po studiích ve Štýrském Hradci a Salcburku vystudoval v letech 1677–1683 na Collegiu Germanicu v Římě práva a filozofii. Po vysvěcení na kněze brzy získal kanonikáty v Olomouci (1682) a v Salcburku, kde se později stal katedrálním děkanem. V církevní kariéře rychle stoupal díky svým příbuzným, zejména strýci, pražskému arcibiskupovi Ferdinandu Khünburgovi. Olomouckým biskupem byl Schrattenbach v letech 1711–1738, ale ve své diecézi se příliš často nezdržoval. Roku 1714 jej císař Karel VI. jmenoval vyslancem na papežském dvoře v Kvirinálu, kde byl jmenován kardinálem (s titulárním kostelem San Marcello al Corso) a roku 1719, po smrti Jana Václava hraběte Gallase, nastoupil na dva roky do prestižního úřadu místokrále v Neapoli. Roku 1725 se stal tajným komorníkem císaře Karla VI.
V církevní politice byl Schrattenbach vlivnou osobností, jak na vídeňském císařském dvoře, tak v Římě. Byl typickým představitelem nepotismu: své četné příbuzné dosazoval do úřadů a všestranně je finančně podporoval. Například 24. června 1736 ve vyškovském zámku uspořádal oslavu sňatku svého synovce, Františka Antonína ze Schrattenbachu s Marií Josefínou, hraběnkou Bruntálskou z Vrbna, a jeho pak učinil svým hlavním dědicem.
V letech 1732 a 1736 Schrattenbach stál jako diplomat a „coronator“ v čele papežské korunovace dvou zázračných mariánských obrazů, roku 1732 reliéfu Panny Marie Svatokopecké na svatém Kopečku u Olomouce a roku 1736 obrazu Madony Svatotomské v Brně.
Kardinál Wolfgang Hannibal ze Schrattenbachu zemřel dne 22. července 1738 v Brně po dvouletém utrpení na rakovinu ledvin a byl pohřben v kapli Bolestné Panny Marie (dnes Schrattenbachova kaple) v kostele sv. Mořice v Kroměříži. 

## Umění a kultura
Kardinál byl milovníkem umění, pompézní dvorské kultury a zábavy. K jeho oblíbeným letním rezidencím patřily zámky v Kroměříži, ve Vyškově a Schrattenbachův palác v Brně, Kobližné ulici, který pro něj přestavěl brněnský architekt Mořic Grimm, a kde dnes sídlí Mahenova knihovna. V Kroměříži založil kláštery řádu piaristů a kapucínů, kapli Bolestné Panny Marie a v tamní biskupské mincovně dával razit stříbrné i zlaté biskupské mince a medaile.
Ve vyškovském zámku zřídil divadelní sál. Měl proslulou dvorskou kapelu, kterou vedli Italové Stefano Leporati a Girolamo Pera (jako kapelníci) a Carlo Zuccari a Carlo Tessarini (první houslisté). Jako jediný z moravských mecenášů zaměstnával též italské kastráty (Antonio Fornarini, Sante Lorenzini). Od roku 1727 uváděl na svém zámku v Kroměříži dvakrát ročně italské opery, od roku 1734 se produkce přesunuly do Vyškova. V jeho brněnském paláci se v době postní každý týden hrála oratoria. Ve sbírkách biskupského zámku v Kroměříži a zámku ve Vyškově jsou vystaveny dva Schrattenbachovy reprezentační portréty v kardinálském rouchu, obě olejomalby na plátně.
Jeho figurální náhrobek v kostele sv. Mořice v Kroměříži vytvořil sochař Ondřej Zahner. Podle testamentu Schrattenbach zanechal umělecké sbírky, klenoty a drahokamy. Především z jeho odkazu klenotů byla roku 1738 v dílně brněnského zlatníka Ondřeje Vogelhunda zhotovena unikátní zlatá monstrance, zdobená smaragdy a diamanty, zvaná Zlaté slunce Moravy, dnes vystavená v Arcidiecézním muzeu v Olomouci.